# Cercola
Cercola (Cercola, en napolitain) est une commune italienne de la ville métropolitaine de Naples, dans la région de Campanie, en Italie.

## Démographie
En 2010, la population s'élève à 19 336 habitants. La densité de population est 5 200 habitants.km-2. La ville compte 5 951 ménages.
| 1861  | 1871  | 1881  | 1901  | 1911  | 1921  | 1931  | 1936  | 1951  |
| ----- | ----- | ----- | ----- | ----- | ----- | ----- | ----- | ----- |
| 1 756 | 1 881 | 2 287 | 3 236 | 3 545 | 4 042 | 5 115 | 5 593 | 7 351 |

| 1961  | 1971   | 1981   | 1991   | 2001   | 2004   | 2007   | 2009   | 2010    |
| ----- | ------ | ------ | ------ | ------ | ------ | ------ | ------ | ------- |
| 8 420 | 10 827 | 13 945 | 16 901 | 18 876 | 19 232 | 19 190 | 19 177 | 19 336, |

Référence : ISTAT.
Au 31 décembre 2009, la population de Cercola compte officiellement 185 étrangers, venant de 35 pays, dont 64 citoyens de l'Union européenne et 73 citoyens d'Ukraine.

## Histoire
Cercola fait partie de l'ancien royaume de Naples, avant d'appartenir à la couronne d'Aragon. Elle est, ensuite, dans le royaume des Deux Siciles, avant de devenir une commune du royaume d'Italie.

La première mention de la municipalité date du XVIIIe siècle :

« Ville distante de Naples d'environ 4 milles, habitée par environ ... personnes, située dans un endroit plat. Le territoire est très sablonneux et ses vins sont médiocres. Les fruits y sont savoureux. On y voit de belles maisons, que se sont fait construire les messieurs napolitains, où ils passent l'automne et le printemps,. »

Durant la domination des Bourbons, marquée par la construction du palais royal de Portici et de nombreuses villas le long du Mille d'or, des fermes et des résidences, appréciées pour leur beauté, apparaissent dans le territoire de Cercola. Les nobles et les bourgeois napolitains y passent leurs vacances. Tout cela fait de cette région un important centre de commerce agricole.
On n'a, cependant, des informations sur l'urbanisation de Cercola au XIXe siècle qu'à partir de 1872, lorsque la lave volcanique, provenant d'une éruption du Vésuve, détruit la ville de Massa di Somma. L'administration est alors transférée au village de Cercula, qui doit son nom à une célèbre auberge située à l'ombre d'un vieux chêne. La municipalité s'établit définitivement à cet endroit, en raison des difficultés liées à la restauration de l'ancien emplacement et des pressions exercées par le maire Domenico Riccardi et par le sénateur Enrico Pessina.
Par la suite, un décret royal du 13 août 1877 autorise à changer le nom de Massa di Somma en celui de Cercola. Une fois reconstruit le village de Massa di Somma, celui-ci devient un hameau de Cercola, jusqu'à son élévation au rang de municipalité indépendante, en 1988.
En octobre 1980, le tremblement de terre de l'Irpinia endommage gravement la ville. Cercola fait l'objet de nombreux travaux en liaison avec la ville de Naples.

## Géographie
La commune de Cercola occupe une superficie de 3,7 km2. Elle se situe sur les pentes du Vésuve, à une altitude de 75 m, à environ 9 km à l'est de Naples et environ 195 km au sud de Rome. Elle constitue une aire urbaine unique avec l'ancienne commune de Ponticelli, qui est englobée, en 1927, dans la municipalité de Naples.
La ville est classée en zone de sismicité moyenne (sismicité 2).

### Communes limitrophes
Les communes limitrophes sont Massa di Somma, Naples, Pollena Trocchia, San Sebastiano al Vesuvio et Volla.

### Climat
| Mois                              | jan. | fév. | mars | avril | mai | juin | jui. | août | sep. | oct. | nov. | déc. |
| --------------------------------- | ---- | ---- | ---- | ----- | --- | ---- | ---- | ---- | ---- | ---- | ---- | ---- |
| Température minimale moyenne (°C) | 3    | 3    | 6    | 8     |     |      |      |      |      |      | 8    | 5    |
| Température maximale moyenne (°C) | 12   | 12   | 15   | 17    |     |      |      |      |      |      | 16   | 12   |

## Économie
L'économie de Cercola est principalement basée sur l'agriculture, mais la proximité de la zone de chalandise de Naples entraîne une part croissante de l'industrie dans l'économie.

## Culture
La commune de Cercola possède une bibliothèque.

## Administration
Cercola fait partie du fuseau horaire Heure normale d'Europe centrale (UTC+1). A l'heure d'été, elle est dans le fuseau horaire Heure d'été d'Europe centrale UTC+2. Les plaques d'immatriculation des véhicules portent l'indicatif NA.
| Période                                  | Période | Identité          | Étiquette            | Qualité |
| ---------------------------------------- | ------- | ----------------- | -------------------- | ------- |
| -                                        | -       | Domenico Riccardi |                      |         |
| -                                        | -       | Giuseppe Gallo    |                      |         |
| 2011                                     |         | Pasquale Tammaro  | Peuple de la liberté |         |
| Les données manquantes sont à compléter. |         |                   |                      |         |

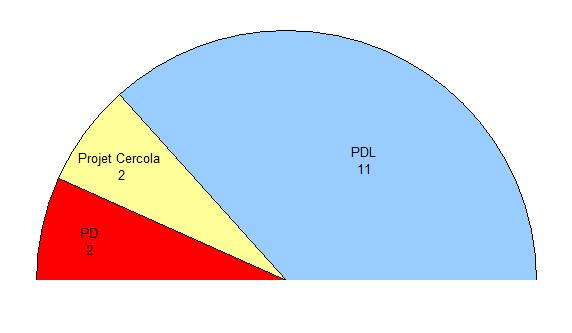
Composition du conseil municipal.

Le conseil municipal comporte quinze conseillers. 
|            | Parti                               | Nombre de conseillers |
| Majorité   | Peuple de la liberté Projet Cercola | 11 2                  |
| Opposition | Parti démocrate                     | 2                     |

### Hameau
La commune ne comporte qu'un hameau (frazione), celui de Caravita. Jusqu'au régime fasciste, la ville voisine de Massa di Somma est également un hameau de Cercola, avant d'être érigée en commune autonome.

## Personnalités liées à la ville
Le footballeur Domenico Criscito, défenseur de l'équipe d'Italie et du Zénith de Saint Petersbourg, naît dans le hameau de Caravia en 1986. Il est cependant élevé dans la ville voisine de Volla.
- Domenico Acanfora, champion de billard.
- Valerio Amoroso, basketteur.
- Luc Ascione, présentateur et acteur.
- Tony Cercola, musicien.
- Raffaella Fico, mannequin.
- Gaetano Filangieri, philosophe et juriste.
- Nicola Mariniello, footballeur.
- Vittorio Mezzogiorno, acteur.
- Domenico Riccardi, maire.

## Sites et monuments
Parmi les monuments d'intérêt local, il y a les églises et la mairie,  construite à l'instigation du premier maire de Cercola, Domenico Riccardi. À ce jour (2011), la plupart de ces monuments a été restaurée.
- Eglise de la Vierge Marie Immaculée (XIXe siècle).
- Eglise de Santa Maria del Carmine ai Catini (XVIIe siècle)
- Eglise de St Marie Immaculée et de saint Antoine de Padoue (XVIIIe siècle).
- Palais communal
- Villa Buonanno
- Villa De Campora
- Villa Miletto
- Villa Rota
- Villa Villari
- Palais Pironti

## Sport
L'équipe féminine de volleyball de Cercola, la CIB, joue en Championnat Série C de la région de Campanie depuis 2007. En seulement trois ans, cette association a atteint le plus haut niveau régional. 
La pratique du basket-ball est ancienne, à Cercola. Le premier club est le Libertas Cercola, suivi par le Cercola Basket Club, et, actuellement (2011), l'AP Cercola et le GS basket amateur « Andrea Fusco ». Le premier site de pratique du basket est le Spianto, terrain communal découvert, situé derrière la place de la Liberté. Après des années d'abandon, il est restauré et est régulièrement utilisé pour des événements sportifs amateurs.
L'équipe de football américain des Briganti Napoli dispute ses matchs à domicile au Stade G. Piccolo de Caravita.

## Tourisme
Cercola possède trois hôtels, dont un quatre étoiles  et un trois étoiles.

## Transports
Cercola est desservie par la route provinciale SP61. L'aéroport le plus proche est celui de Naples-Capodichino, à 6,7 km à l'ouest.